# 1784 Benguella
1784 Benguella è un asteroide della fascia principale del diametro medio di circa 16,68 km. Scoperto nel 1935, presenta un'orbita caratterizzata da un semiasse maggiore pari a 2,4050174 UA e da un'eccentricità di 0,1323285, inclinata di 1,47287° rispetto all'eclittica.
L'asteroide è dedicato alla città di Benguela, in Angola.